# Saint-Amant-de-Montmoreau
Saint-Amant-de-Montmoreau è un comune francese di 691 abitanti situato nel dipartimento della Charente, nella regione della Nuova Aquitania.
Il 7 novembre 2013 ha cambiato nome da Saint-Amant a Saint-Amant-de-Montmoreau.

## Società

### Evoluzione demografica
Abitanti censiti